# Nagurus hermonensis
Nagurus hermonensis là một loài chân đều trong họ Trachelipodidae. Loài này được Vandel miêu tả khoa học năm 1955.